# Barra do Guarita
Barra do Guarita är en kommun i Brasilien.   Den ligger i delstaten Rio Grande do Sul, i den södra delen av landet, 1 400 km söder om huvudstaden Brasília. Antalet invånare är 3 089.
Omgivningarna runt Barra do Guarita är en mosaik av jordbruksmark och naturlig växtlighet. Runt Barra do Guarita är det ganska glesbefolkat, med 30 invånare per kvadratkilometer.